# Niklas Johansson (handbollsspelare)
Niklas "Josen" Johansson, född 3 februari 1978, är en svensk tidigare handbollsspelare, vänsternia.

## Karriär
Niklas Johanssons moderklubb är Skogås HK. Som senior spelade han för Polisen/Söder i elitserien då han debuterade i landslaget. Niklas Johansson fick sitt genombrott i IF Guif säsongen 2000–2001. Från att ha fått begränsad speltid säsongen innan, spelade han hela matcher 2001. I en SM-final 2001 mot Redbergslid gjorde han 9 mål.  Efter ytterligare en säsong i Guif bytte han klubb till spanska Cantabria Santander. Proffstiden blev bara en säsong och Niklas Johansson återvände till Guif i fyra år. 2007 ville han lämna Guif och blev utlånad till Darien Logroño i Spanien och efteråt spelade han för Djurgårdens IF. Enligt landslagsstatistiken har han också spelat för Al Rayyan i Quatar, troligen som lån och det måste ha varit senast 2005.

## Landslagskarriär
Från 1998 till 2005 spelade han 39 landskamper för Sveriges landslag. Enligt den nya statistiken är det 41 landskamper men då har man räknat en i pressens lag och en mot Greklands B-landslag som troligen inte var officiella landskamper. Niklas Johansson var med i VM-truppen 2001, hans enda mästerskap. Då vann han sin främsta merit, ett VM-silver. Hösten 2001 bröt han båtbenet i foten och missade EM på hemmaplan 2002. Johansson gjorde landslagsdebut 17 juli 1998 i Kairo mot Egypten. Sista landskampen gjorde han i Kristiansand mot Norge.

## Individuella utmärkelser
- År 2001 utsågs han till Årets komet